# Чичково (Брянская область)
Чи́чково — село в Навлинском районе Брянской области, административный центр Чичковского сельского поселения.

## География
Находится в восточной части Брянской области на расстоянии приблизительно 16 км на север по прямой от районного центра поселка Навля.

## История
Упоминалось с XVIII века как деревня. Бывшее владение Семичевых, Дехановых, позднее Похвисневых и других. Около 1740 года была построена Знаменская церковь, с 1796 каменная (не сохранилась). Работал СХПК "Синезерский". В 1866 году здесь (село Карачевского уезда Орловской губернии) учтено было 38 дворов .

## Население
Численность населения: 1130 человек (1866), 633 (русские 99 %) в 2002 году, 638 в 2010.